# Хайнрих Ройс фон Плауен
Хайнрих Ройс фон Плауен (на немски: Heinrich Reuß von Plauen) е тридесет и вторият Велик магистър на рицарите от Тевтонския орден.
Произлиза от знатния род Дом Ройс от Тюрингия. Той е племенник и наследник на Великия магистър Лудвиг фон Ерлихсхаузен.
Още млад влиза в Тевтонския орден. През тринадесетгодишната война (1454–1466) с Полша и Пруския съюз той е командир на войската на ордена и побеждава полския крал Кажимеж IV в битката при Кониц на 17 септември 1454 г.
Той придружава саксонския херцог Вилхелм Смели до Йерусалим, където през 1461 г. става рицар на Ордена на Светия гроб. 1466 г. той става комтур на Пруска Холандия.
Когато чичо му Лудвиг фон Ерлихсхаузен умира през 1467 година, той става щатхалтер на Тевтонския орден. На 17 октомври 1469 г. Хайнрих е избран против неговата воля за 32. Велик магистър на Тевтонския орден.
Хайнрих Ройс фон Плауен умира след единадесет седмици на 2 януари 1470 г. от удар, получен при връщането му от пътуването му до Петрикау на среща с крал Кажимеж IV Ягелончик. Погребан е в катедралата на Кьонигсберг.